# Utacapnia labradora
Utacapnia labradora is een steenvlieg uit de familie Capniidae. De wetenschappelijke naam van de soort is voor het eerst geldig gepubliceerd in 1954 door Ricker.